# بلوویر (کارولینای شمالی)
بلوویر (به انگلیسی: Belvoir) یک منطقهٔ مسکونی در ایالات متحده آمریکا است که در شهرستان پیت، کارولینای شمالی واقع شده‌است. بلوویر ۵٫۱ کیلومتر مربع مساحت و ۳۰۷ نفر جمعیت دارد.